# Trachypodopsis normandii
Trachypodopsis normandii är en bladmossart som beskrevs av Fleischer 1906. Trachypodopsis normandii ingår i släktet Trachypodopsis och familjen Trachypodaceae. Inga underarter finns listade i Catalogue of Life.